# 立陶宛電力公司
立陶宛電力公司通稱LEO LT，是立陶宛過去的國家能源控股公司，持有該國3個主要負責電力供應和分配的企業股份，該公司成立於2008年初，原目的是為替伊格納利納核電廠除役後計畫興建的維薩吉納斯核電廠以及立陶宛－瑞典、立陶宛－波蘭間的電纜工程籌措資金。 該公司在成立過程即陷入爭議並受到批評，LEO LT的股東最終於2009年9月4日決議清算公司。

## 組建
2007年6月28日，立陶宛議會通過一項興建新核電廠的法律，規定政府須建立一個「國家投資人」（national investor）以獲取投資。2007年11月30日，時任總理格迪米納斯·基爾基拉斯領導的政府與維爾紐斯貿易集團旗下的民營企業NDX Energija就設立「國家投資人」展開談判，並於同年12月20日達成協議。立陶宛議會於2008年2月1日批准，同月12日由時任總統瓦爾達斯·阿達姆庫斯簽署該法律。LEO LT於2008年5月20日正式開始運作，總資本為50億立特。
根據最初的協議，LEO LT的股份由立陶宛政府持有61.7％，NDX Energija持有38.3％，剩餘的少量股份（約0.3－0.4％）將在維爾紐斯證券交易所進行交易。立陶宛政府將其擁有的立陶宛能源集團（96.4％）和RST（Rytų skirstomieji tinklai – 東部電網公司，71.34％）股份轉讓給LEO LT；而NDX Energija則轉讓VST（Vakarų skirstomieji tinklai – 西部電網公司）的97.1％股份。該國政府另計畫收購德國意昂集團持有RST的20.3％股份。此外，科洛尼斯抽水蓄能電站和考那斯水力發電廠被排除在LEO LT之外，仍由立陶宛政府管理。

## 解散
LEO LT在成立時存在部分爭議，並引發諸多批評。爭議點包括：新成立的LEO LT將再次壟斷甫在2002年分割的市場、NDX Energija在未有公開招標競爭的情況下被政府選作合作夥伴，這可能違反《立陶宛憲法》和歐洲聯盟有關能源壟斷的規定。立陶宛憲法法庭於2009年3月2日的判決中裁定，雖然（立陶宛）政府和NDX Energija之間的合作存在輕微的違規行為，但這些行為的嚴重程度不足以致使兩方的協議無效。LEO LT隨後多次受到腐敗指控，立陶宛線上報紙《Bernardinai.lt》的一篇評論文章將此風波稱為「世紀騙局」（šimtmečio afera）。
2008年立陶宛議會選舉產生新任總理安德留斯·庫比柳斯，其領導的政府並不支持LEO LT。2009年9月4日，立陶宛議會投票決議對LEO LT進行公司清算，並於同年12月4日與NDX Energija簽署資產分割協議。立陶宛政府將保留LEO LT旗下3家公司（立陶宛能源集團、RST和VST）所有的股份，同時向NDX Energija支付6.8億立特的賠償金，此款項與後者於2003和2004年轉讓VST股份所支付的金額大致相同，因此該協議被認為對政府方較有利。據媒體報導，NDX Energija在對VST的投資中約獲利5億立特，但分析家亦指出轉讓後損失的機會成本：VST的估值於2007年達到20－30億立特。